# ヨーロッパバイソン
ヨーロッパバイソン（Bison bonasus）は、哺乳綱ウシ目（偶蹄目）ウシ科バイソン属に分類される偶蹄類（ウシ族）である。3つの亜種の中で現存しているのはリトアニアバイソンのみであり、コーカサスバイソンとカルパティアバイソンは絶滅し、リトアニアバイソン自体も一度は野生絶滅に陥っている。

## 名称
「バイソン（Bison）」という言葉が最初に使われていたのが本種であり、この呼称が後にアメリカバイソンに対しても使われるようになったと考えられている。「ヨーロッパバッファロー（European Buffalo）」という呼称もあるが、「バッファロー」は本来はスイギュウを指す言葉であり、スイギュウの化石種であるヨーロッパスイギュウ（European Water Buffalo）とは異なる。
生息地であるヨーロッパで「ヴィーゼント」 または「ウィーセント」([ˈviːzənt][ˈwiːzənt])、ポーランドやベラルーシでは「ジュブル」または「ズーブル」（pl:Żubr）と呼ばれる。 また、コーカサスバイソンに関しては「ドンベイ (домбай)」という異名も見られた。

## 分類
- Bison bonasus bonasus (Linnaeus, 1758)　リトアニアバイソン　Lithuanian bison
- Bison bonasus caucasius (Turkin & Satunin, 1904)　コーカサスバイソン　Caucasian bison　（絶滅）
- Bison bonasus hungarorum (Kretzoi, 1946)　カルパティアバイソン　Carpathian bison  （絶滅）

アメリカバイソンと同様に最初の記載は1758年にカール・フォン・リンネによってなされた。当初はウシ属（Bos）として分類されたが、バイソン属をボス属に内包して「Bos bison」とすることへの議論は現在も継続している。
バイソン属の現生種（ヨーロッパバイソンとアメリカバイソン）と中期更新世以降に発生した化石種はステップバイソンを祖先に持つ。ヨーロッパバイソンは形態的にステップバイソンだけでなく Bison schoetensacki との類似性も有しており、B. schoetensacki とは姉妹群と見なされることもあるが、厳密な関係性は判明しておらず姉妹群とする説自体が承認されない場合も見られる。
コーカサスバイソンの復元を目指して野生に放たれたアメリカバイソンとのハイブリッドを新亜種 Bison bonasus montanus（ポーランド語版）とするべきだという意見もある。また、家畜のウシとの交配個体はジュブロニと呼ばれる。
バイソン属はオーロックスとの間に考古学上や発掘上での混同と混乱が発生してきた歴史があり、ヨーロッパバイソンに関しても「ウィーセント」は本来は本種を指す単語であるがオーロックスにも用いられてきたため、オーロックスが中央ドイツで絶滅した時期の特定が困難になった原因の一つとされている。

### 異説
牛科の動物は自然界においても別種同士で繰り返し交配してハイブリッドを生み出してきた経緯があり、各種の遺伝上の系統や関係を明瞭にする事が困難になっている。このため、一時期はステップバイソンと子孫のバイソン属とくにヨーロッパバイソン、オーロックスとヤクを巡った、ヒッグス粒子に因んで命名されたハイブリッド種の「ヒッグスバイソン（Higgs Bison）」が存在したという説も見られた。

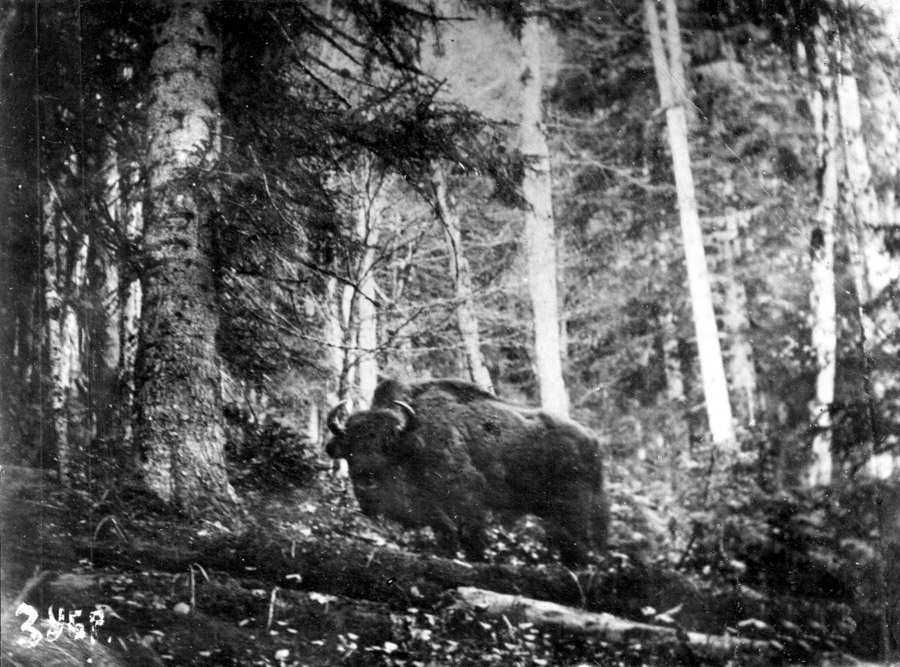
19世紀末に撮影されたとされる絶滅前のコーカサスバイソンを捉えた写真。
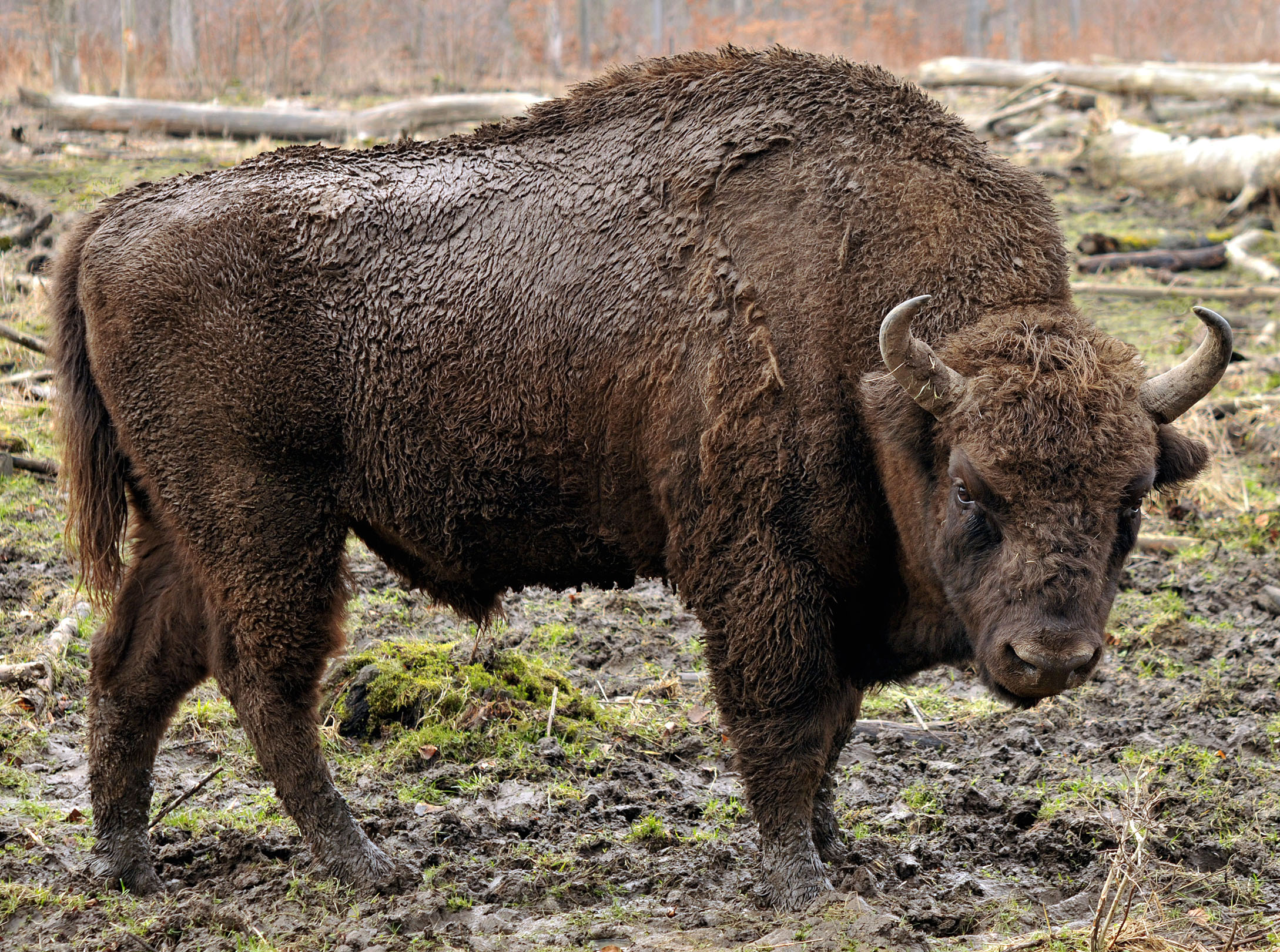
リトアニアバイソンとコーカサスバイソンの雑種の子孫。ドイツ連邦共和国・シュプリンゲのシュプリンゲ・バイソン園（ドイツ語版）にて。
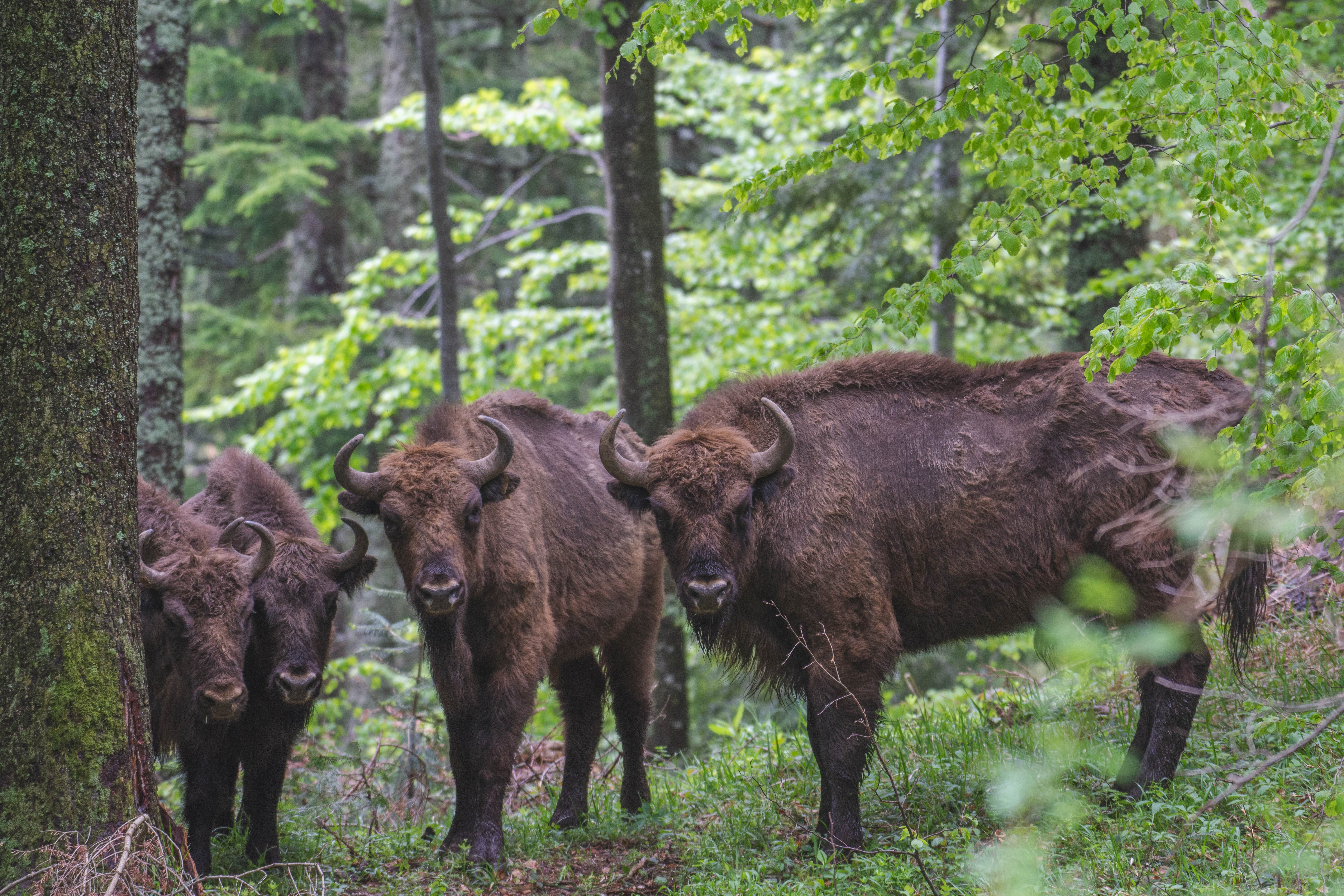
カルパティアバイソンの代用としてルーマニアのカルパティア山脈に野生導入されたリトアニアバイソン[20]。
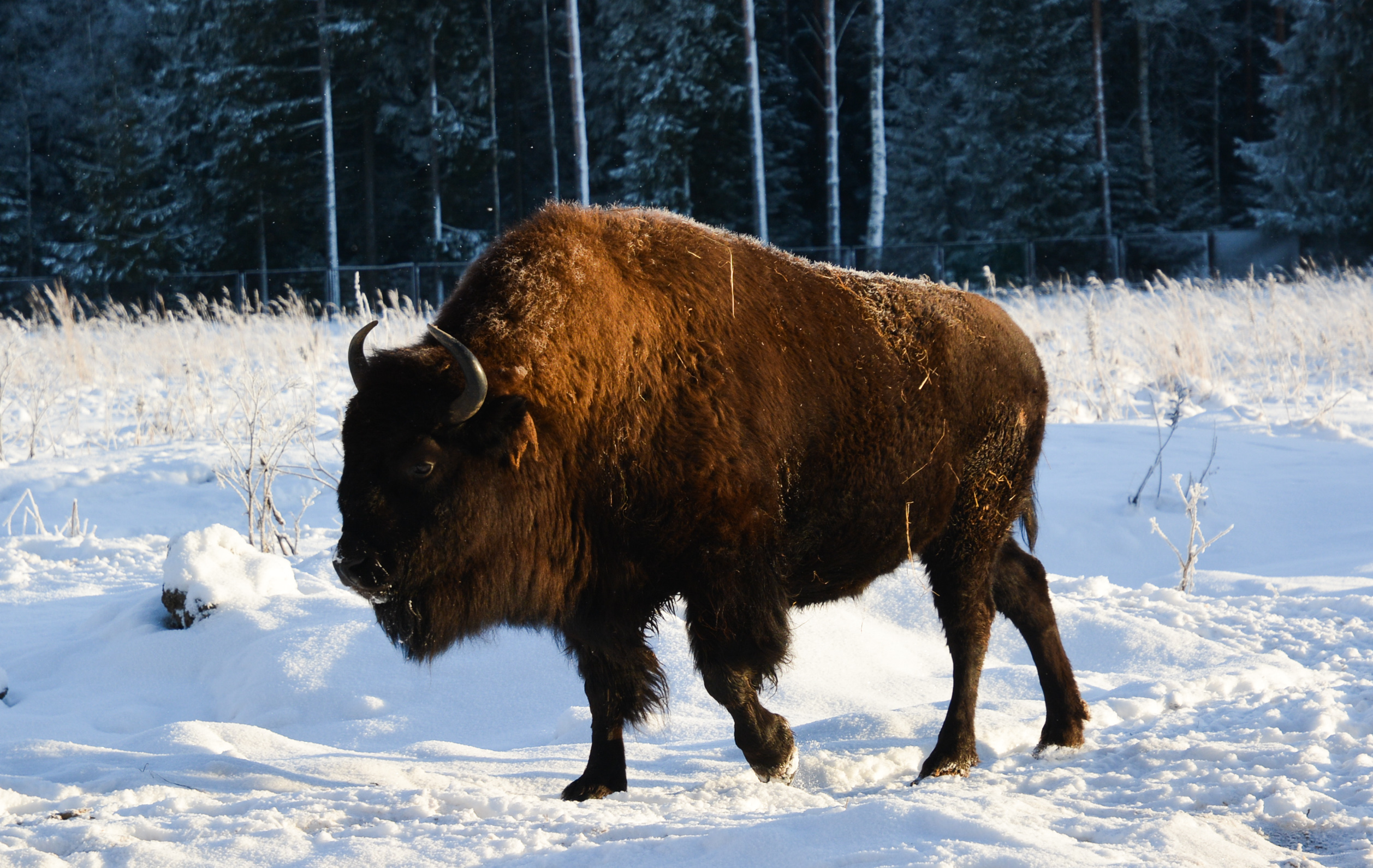
ロシアのサンクトペテルブルク近郊の自然保護区で飼育されている「Bison bonasus montanus（ポーランド語版）」。

## 分布

中央ロシア高地の自然保護区であるOrlovskoye Polesye National Parkで共存しているヨーロッパバイソンとイノシシ。

唯一生存している亜種のリトアニアバイソンに関しても、野生個体は絶滅しており、純粋種がポーランドとベラルーシの国境地帯にまたがるビャウォヴィエジャの森に、基亜種がカフカース山脈などの各地に再導入されている。
以前は西ヨーロッパからレナ川以西や西アジア・中央アジア・中華人民共和国やモンゴルの一部を経てロシアのシベリアやバイカル湖沿岸まで分布していた。また、イスタンブールでの発見からアナトリア半島に生息していた可能性も存在する。
近年は、コーカサスバイソンやカルパティアバイソンの生息地であったコーカサス山脈やカルパティア山脈なども含めてヨーロッパやアジアやロシアの各地にて野生導入や再野生化が行われており、中にはチェルノブイリ原子力発電所事故で被災して人間の社会活動が基本的に消失して野生動物の生息に適するようになったチェルノブイリ立入禁止区域も含まれている。一方で国際関係によってバイソンの分布と移動経路が分断される可能性があり、本種の復活に大きく関わってきたビャウォヴィエジャの森もポーランド（欧州連合側）とベラルーシの関係の悪化によって悪影響を受けている。また、予定されていたチェルノブイリ立入禁止区域への追加の導入計画も新型コロナウイルス感染症の世界的流行やロシアのウクライナ侵攻によって延期されている。
「更新世再野生化」にも応用されており、2022年にはイギリスにて、2024年にはポルトガルにも導入が開始され、ブリテン諸島やイベリア半島の生態系にバイソン属がおよそ6,000-10,000年ぶりに復帰した。ヨーロッパバイソン自体がブリテン諸島やイベリア半島やイタリア半島に生息していた「証拠」は見つかっておらず、現状ではステップバイソンや Bison schoetensacki の代用という形であったが、ヨーロッパバイソンと別種のバイソン属の雑種の可能性のある個体の記録がイタリア北部から発見されており、2025年にはヨーロッパバイソン自体もイベリア半島に生息していたことを示すDNA上の証拠が発見されたと報告されている。

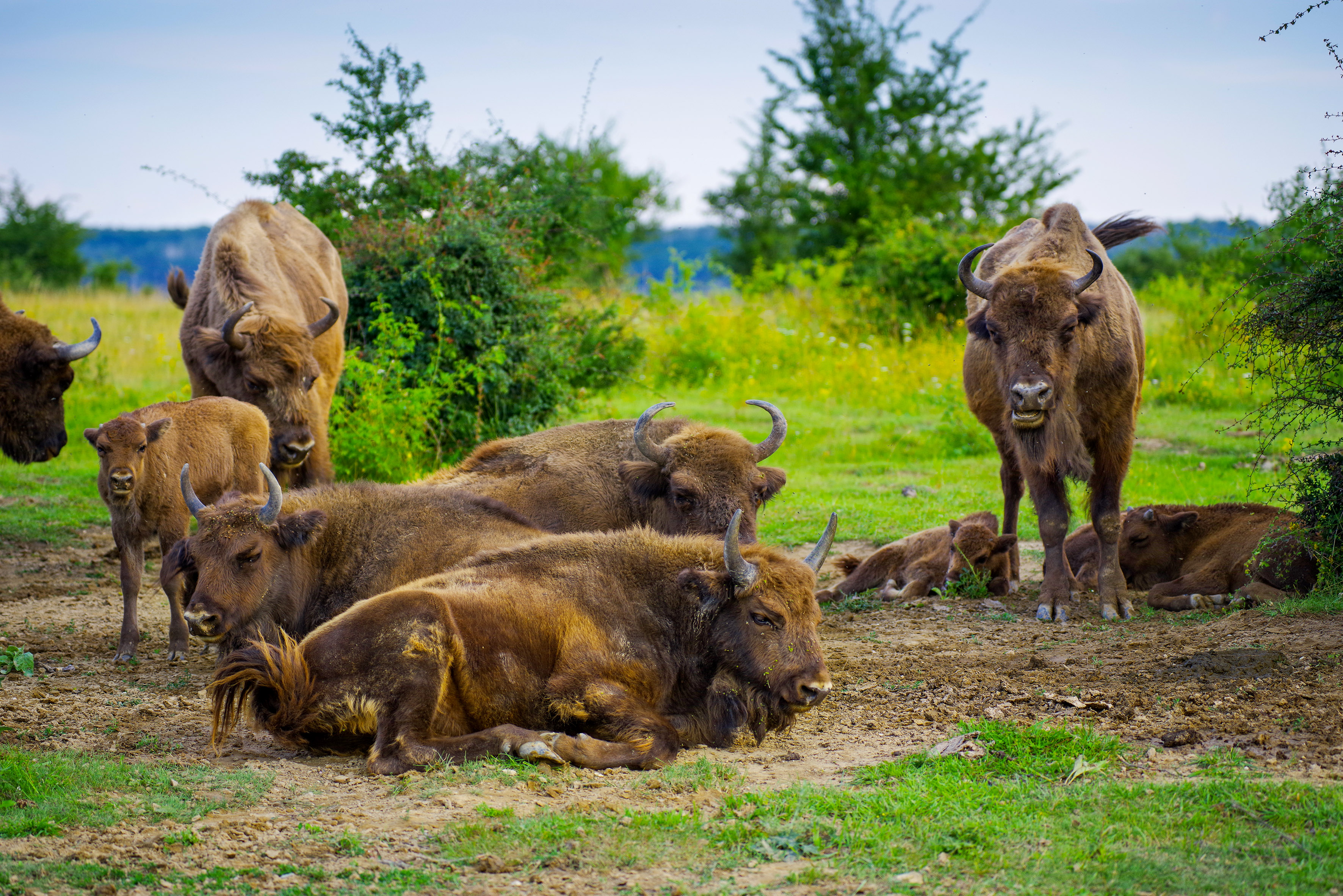
オーロックスの再現育種に関与しているタウロスプログラム（英語版）（タウロスプロジェクト）によってチェコにあった軍事実験場の跡地を再利用した「ミロヴィツェ自然保護区（英語版）」に導入されているヨーロッパバイソン[39]。
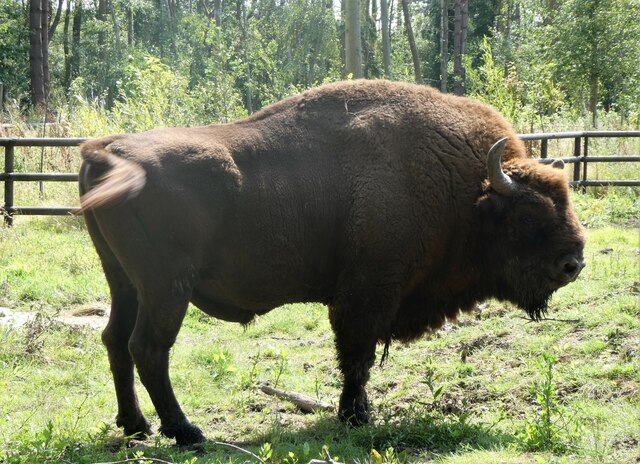
ブリテン諸島での「更新世再野生化（英語版）」にステップバイソンや Bison schoetensacki の代用として応用されているヨーロッパバイソン[32][35]。ケントのワイルドウッド・ディスカバリー・パーク（英語版）にて。
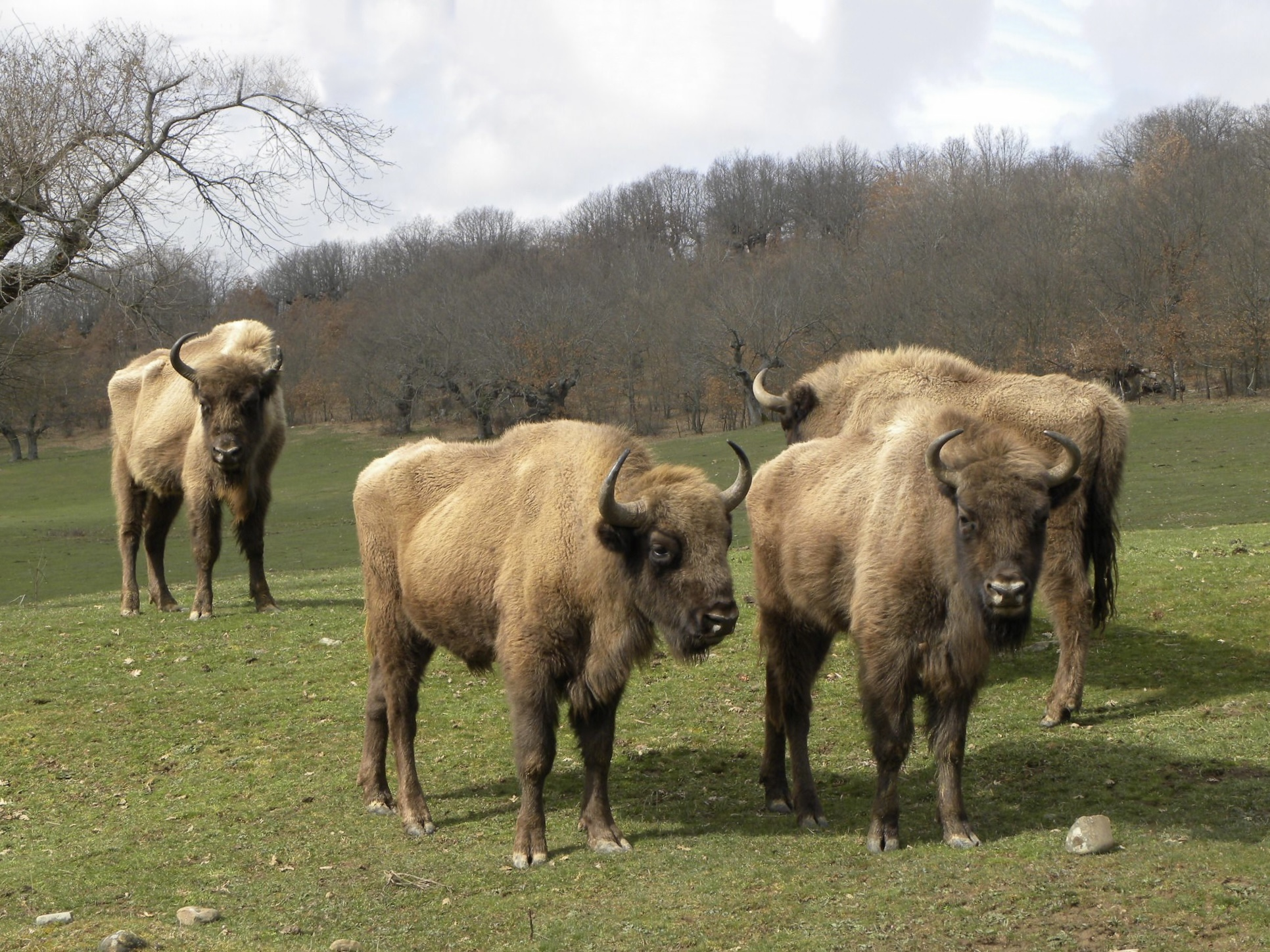
ヨーロッパバイソンはイベリア半島（スペインやポルトガルなど）でも「更新世再野生化」に利用されている。
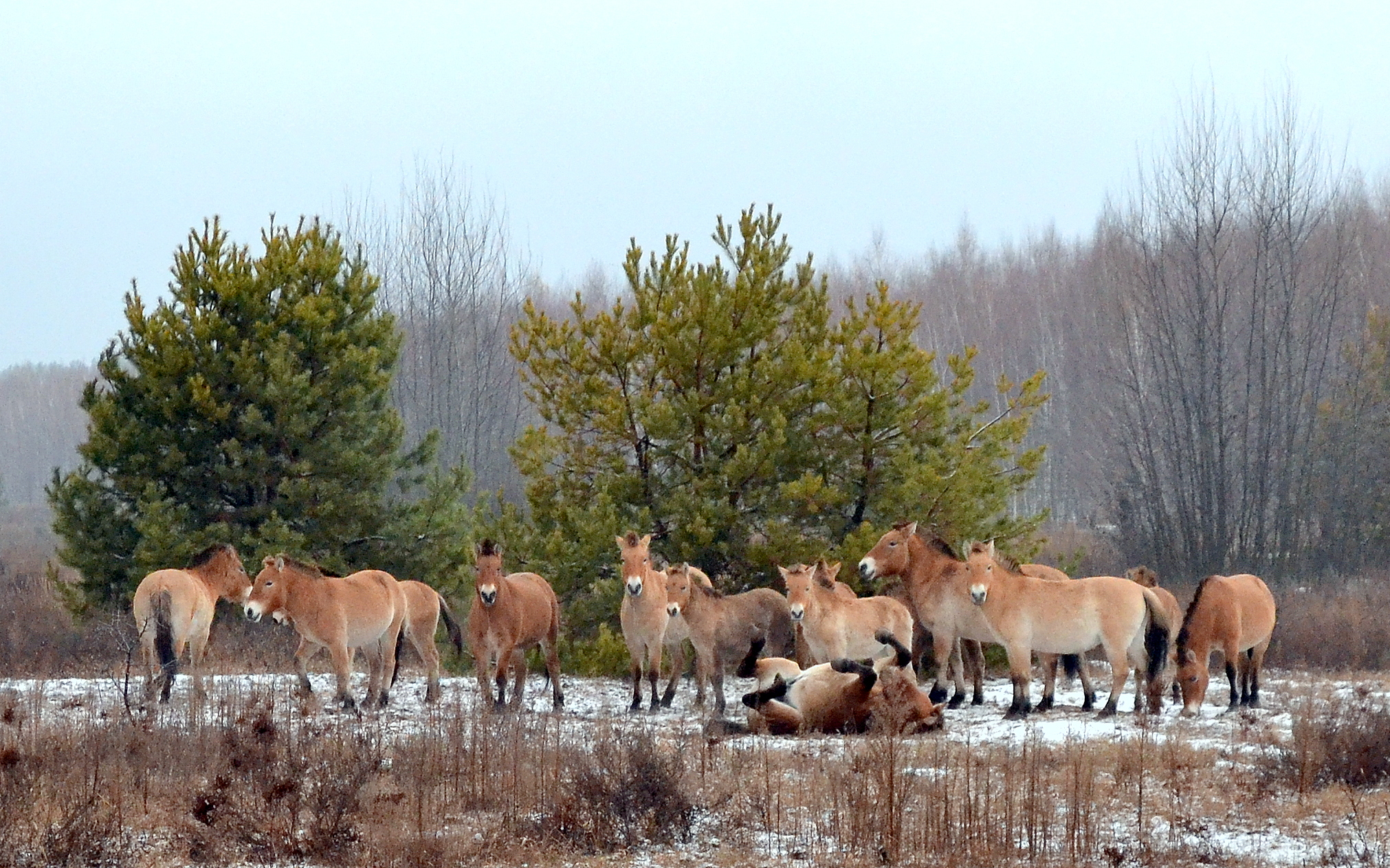
チェルノブイリ立入禁止区域には、ヨーロッパバイソンの他にモウコノウマも原発事故後に保護目的で野生導入されている[28][29]。

## 形態

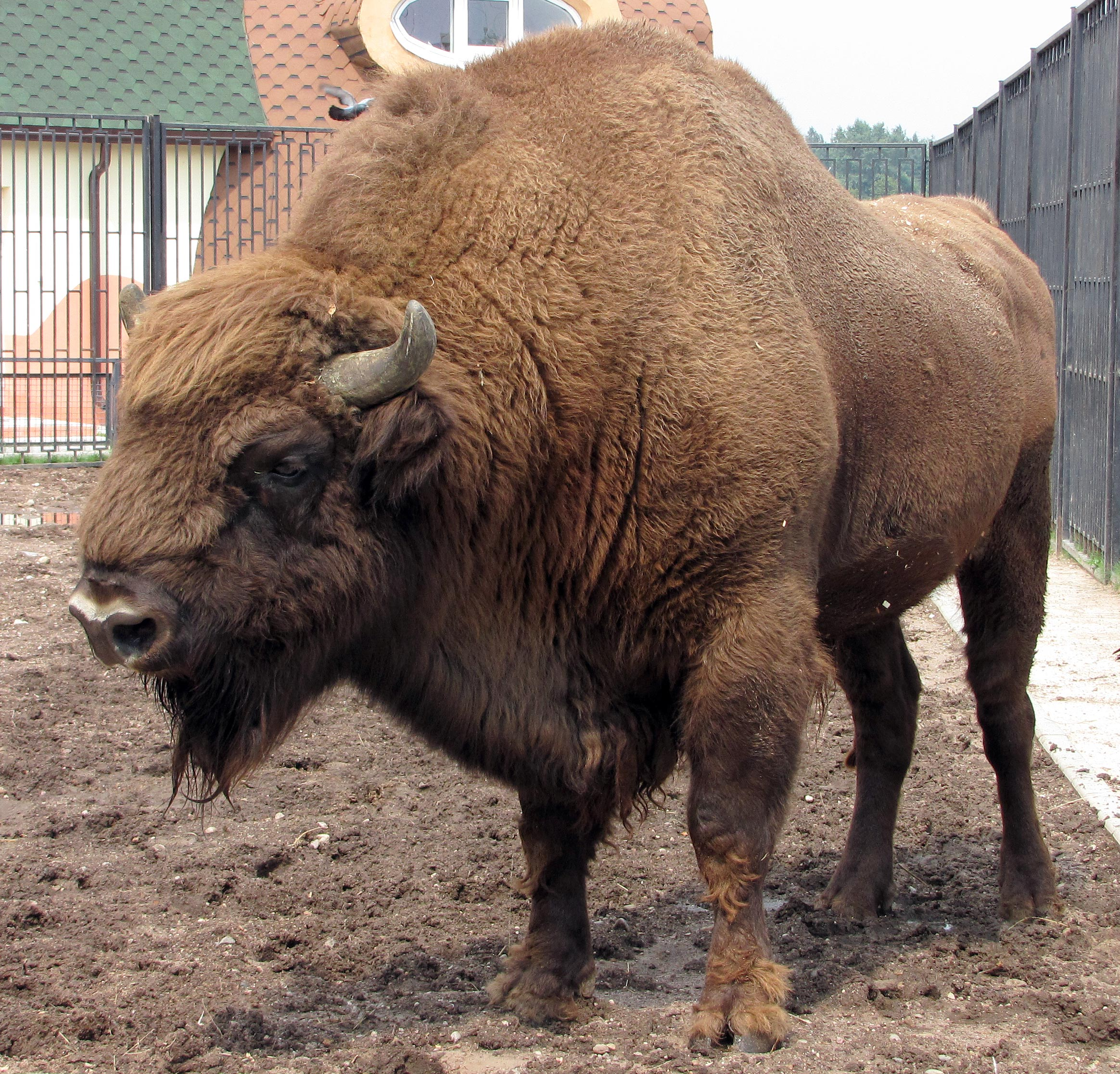
アメリカバイソンよりも脚が長くて背部や腰のくびれが目立つ体型をしており、上半身の毛量もより少なく、木の葉などを食べる傾向がより強いために首もより上向きになっている。

アメリカバイソンと同様に性的二形が見られ、オスの方がメスよりも大型である。体長はオスが250-350センチメートル、メスで220-280センチメートル。尾長はオスが50-110センチメートル、メスで45-100センチメートル。肩高はオスが150-190センチメートル、メスで140-170センチメートル。体重はオス650-1,000キログラム（最大記録は1,900キログラム）、メスで430-700キログラム。
角はやや細長く、角の先端は内側に向かう。四肢は長い。上半身の体毛が短く、外観から耳介が見える。アメリカバイソンの一形態または亜種であるシンリンバイソンの方がヨーロッパバイソンやヘイゲンバイソンよりも祖先のステップバイソンにより近い体躯をしているが、ヨーロッパバイソン自体も骨格の形状にステップバイソンとの類似性を有しており、不完全な頭骨を比較すると両種の正確な判別が困難になり得る。
アメリカバイソンと比較すると、ヨーロッパバイソンの方が平均して脚部が長いが、同年代の個体を比較した際にはヨーロッパバイソンの体高はヘイゲンバイソンと似た数値を持ち、同年代同士の比較では体長は全体的にアメリカバイソンの方が大きくなるが、ヨーロッパバイソンの最大級の個体もシンリンバイソンの大型個体に匹敵する体高と体長を持ち、体高は210センチメートルに達するとする記録もある。

## 生態

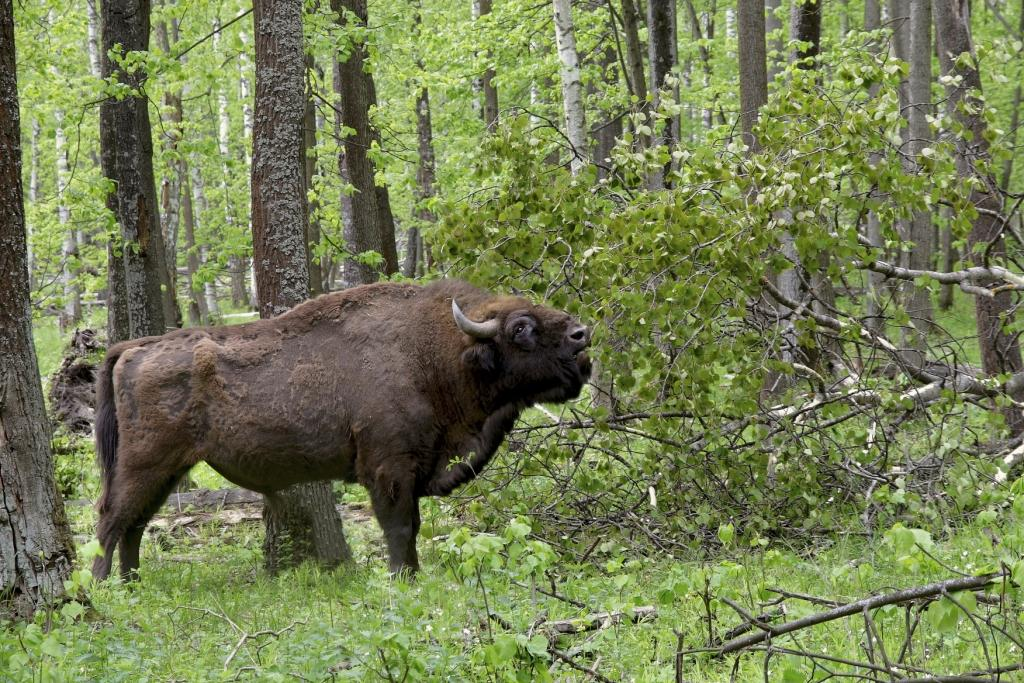
木の葉を食べるのに適した上向きの首。ロシア・モスクワ州の Prioksko-Terrasny Nature Reserveにて。

開けた森林やステップに生息する。メスと幼獣からなる小規模な群れを形成して生活するが、大規模な群れを形成することもある。オスは単独で生活するか、若いオスのみで群れを形成する。繁殖形態は胎生。7-9月に交尾を行う。妊娠期間は254-272日。4-6月に1回に1頭の幼獣を産む。授乳期間は7-12か月。生後2-4年で性成熟し、寿命は40年と考えられている。
草食動物であり、主に木の葉や樹皮を食べるが、芽、果実、地衣類、キノコなども食べる。
アメリカバイソンよりも走る速度は遅く持久力も劣るが、助走無しの状態から幅3メートルをジャンプし高さ2メートルの障害物を跳び越えるなど跳躍力では上回るとされる。
なお、後期更新世から完新世への推移期では、最終氷期に伴う気候変動と植生の変化によってマンモス・ステップなどを中心に生息していた祖先種であるステップバイソンの分布も変動しているが、この中でヨーロッパでは変動後の植生がステップバイソンよりもヨーロッパバイソンにより適していたことが指摘されており、ステップバイソンの減少に伴ってヨーロッパバイソン用のニッチが増加したが、対照的にツンドラではステップバイソンにより適した環境が残されていた。

## 人間との関係

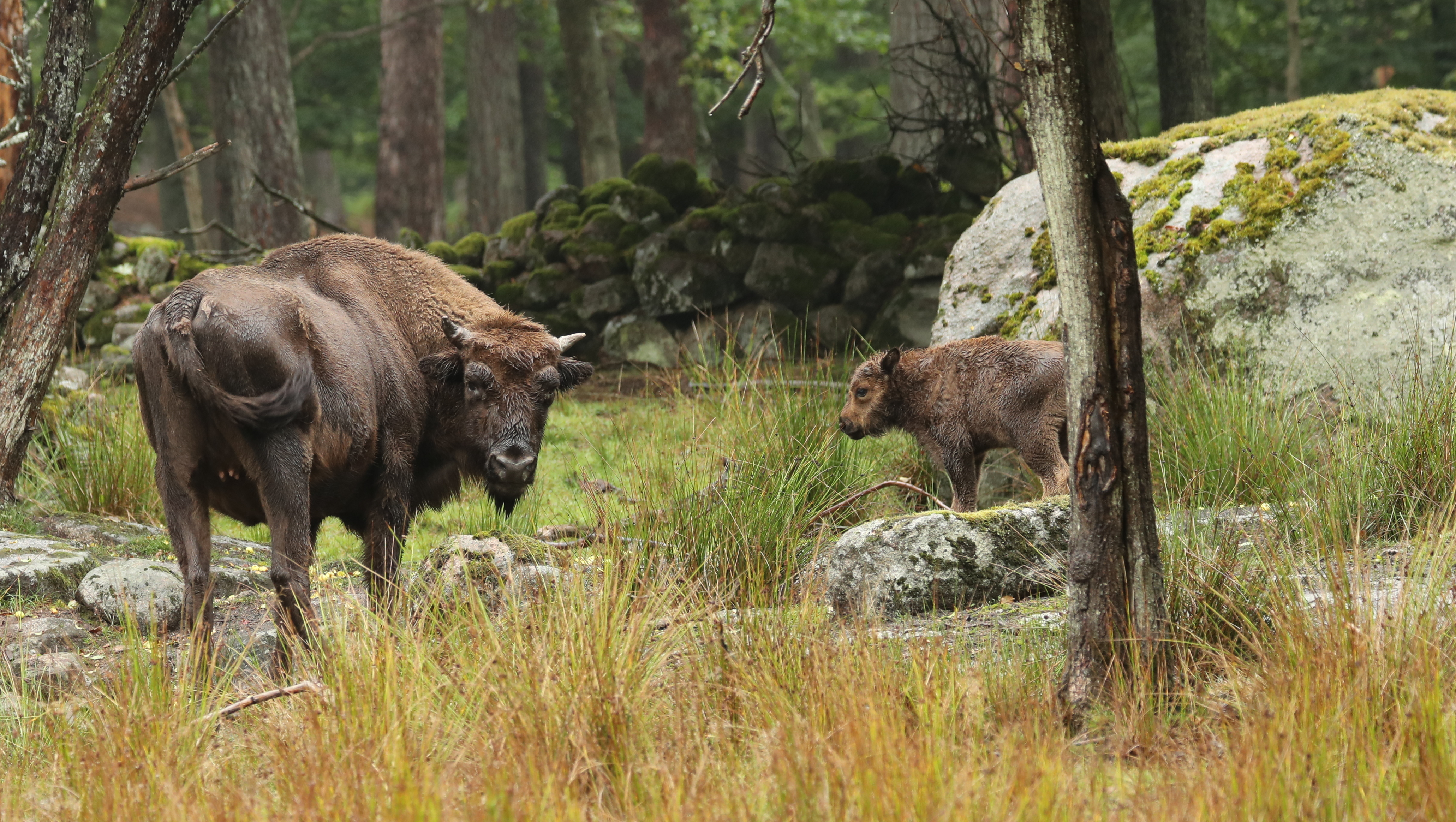
スウェーデン・ブレーキンゲ県の自然保護区で暮らす親子。

開発による生息地の破壊、食用やレジャーなどの乱獲、家畜との交雑などにより生息数は激減し、3つの亜種では（野生絶滅に陥ったものの）リトアニアバイソンのみが生存し、より山岳地帯に適応していたとみられるコーカサスバイソンとカルパティアバイソンは絶滅を迎えた。
20世紀までにベラルーシとポーランドの国境付近の世界遺産「ビャウォヴィエジャの森」とコーカサス山脈の個体群を除いて絶滅した。さらに1919年にビャウォヴィエジャの個体群が、1925年にカフカース山脈の個体群が絶滅したことにより野生個体は絶滅したとされる。ロシア皇帝が各地の動物園に贈った個体に由来する個体の再導入が、主にヨーロッパ東部や旧ソビエト連邦領の地域で進められている。ビャウォヴィエジャでの1945年における生息数は12頭、1962年における生息数は40頭と推定されている。現在は世界で約4000頭、そのうち25パーセントがポーランド領内に生息する。各国で保護・繁殖・再野生化などが行われている。
ビャウォヴィエジャの森でとれるバイソングラスを使ったズブロッカのラベルには、ヨーロッパバイソンが描かれている。

## 関連画像

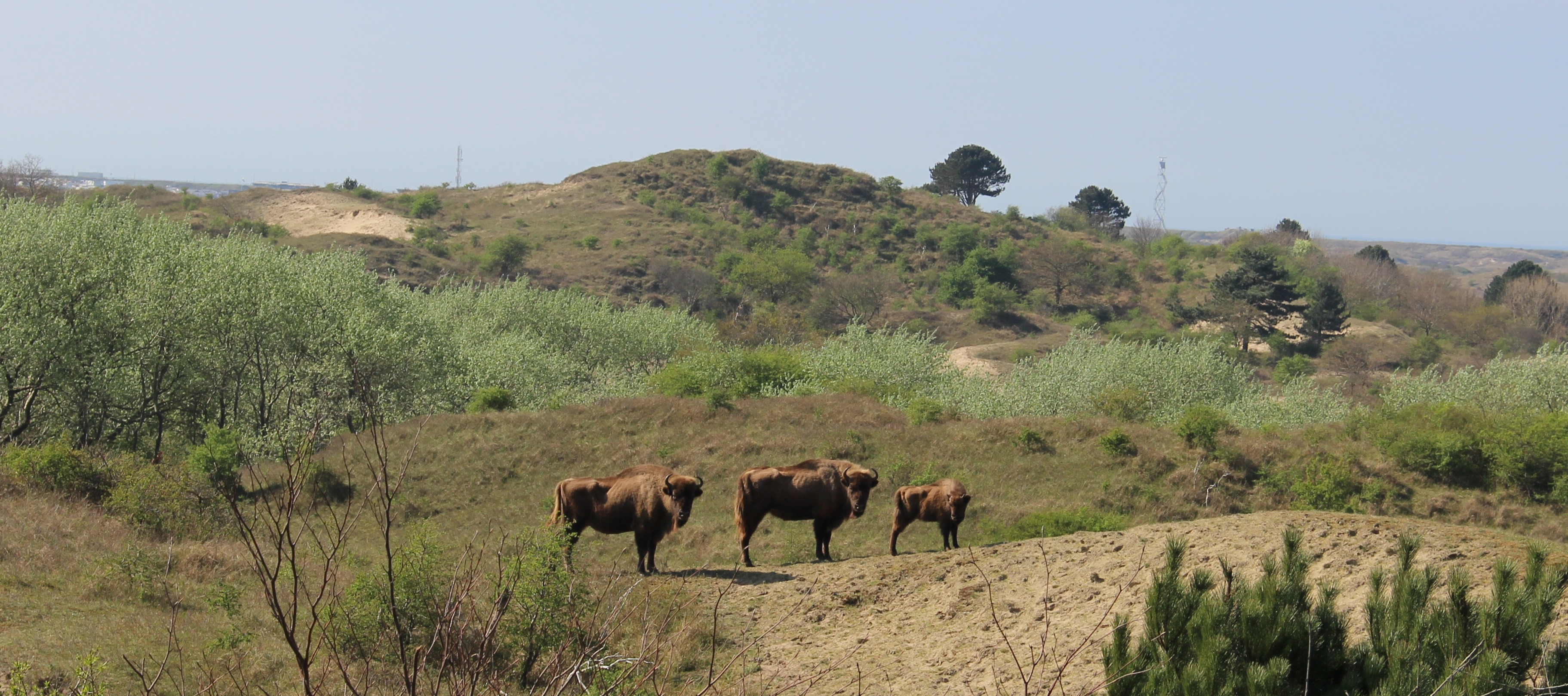
オランダ・北ホラント州の市街地に隣接するザイト・ケネメルラント国立公園（英語版）の海岸砂丘とバイソンたち。
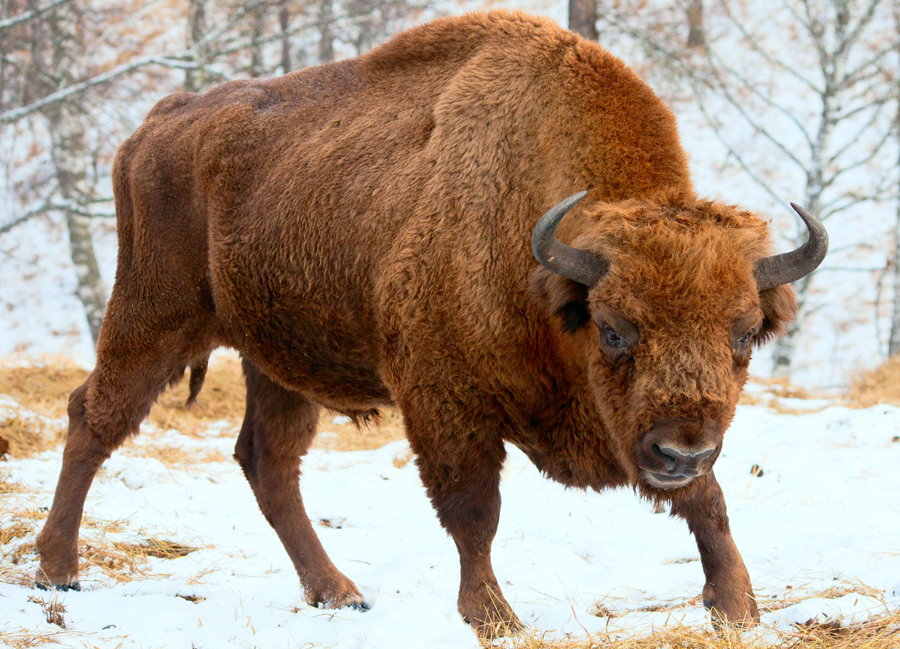
ロシア連邦・アルタイ共和国のロシア科学アカデミーが管理するアルタイ山脈のバイソン保護区で暮らしている個体。
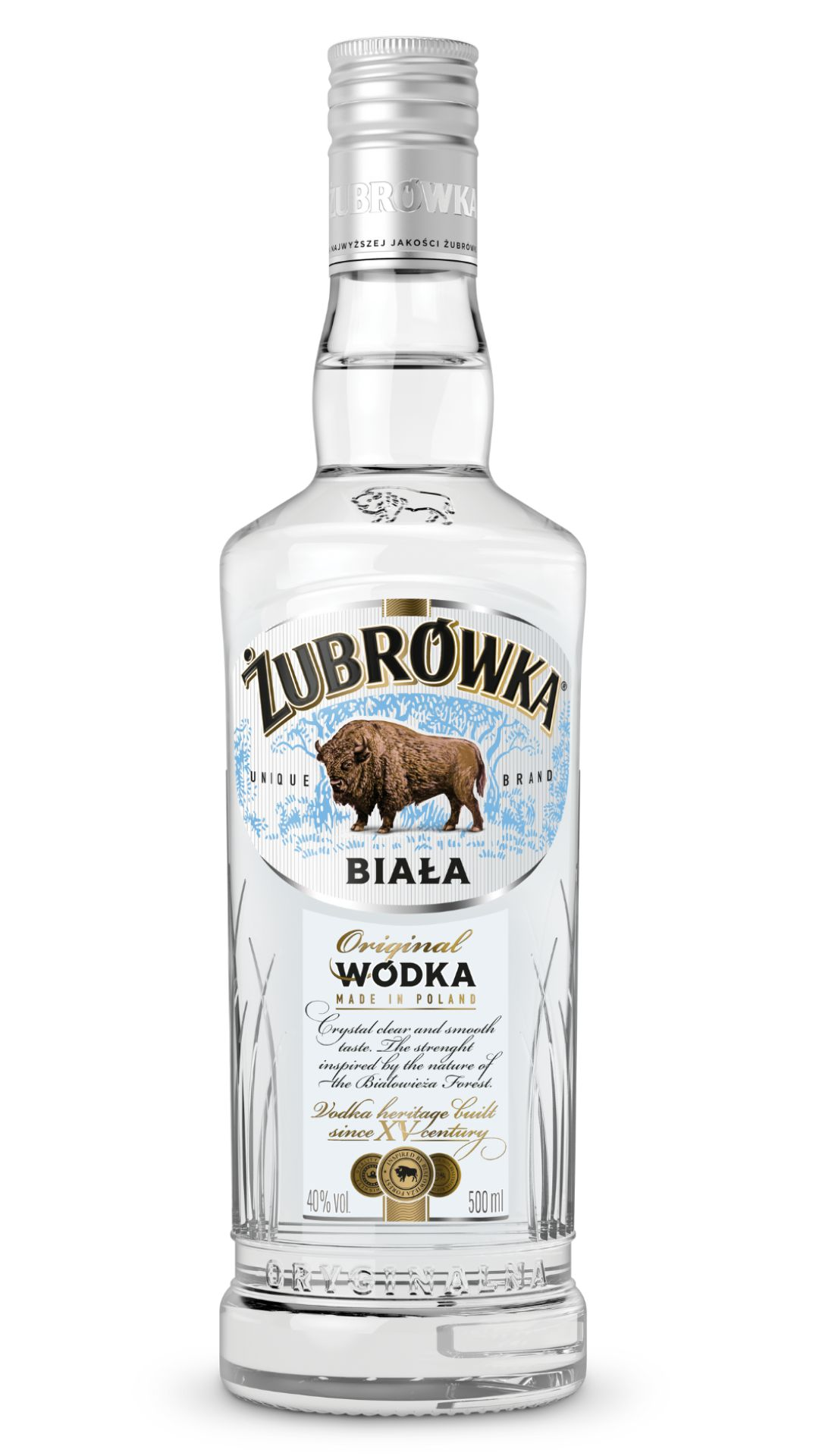
ズブロッカのラベルに用いられているヨーロッパバイソン。
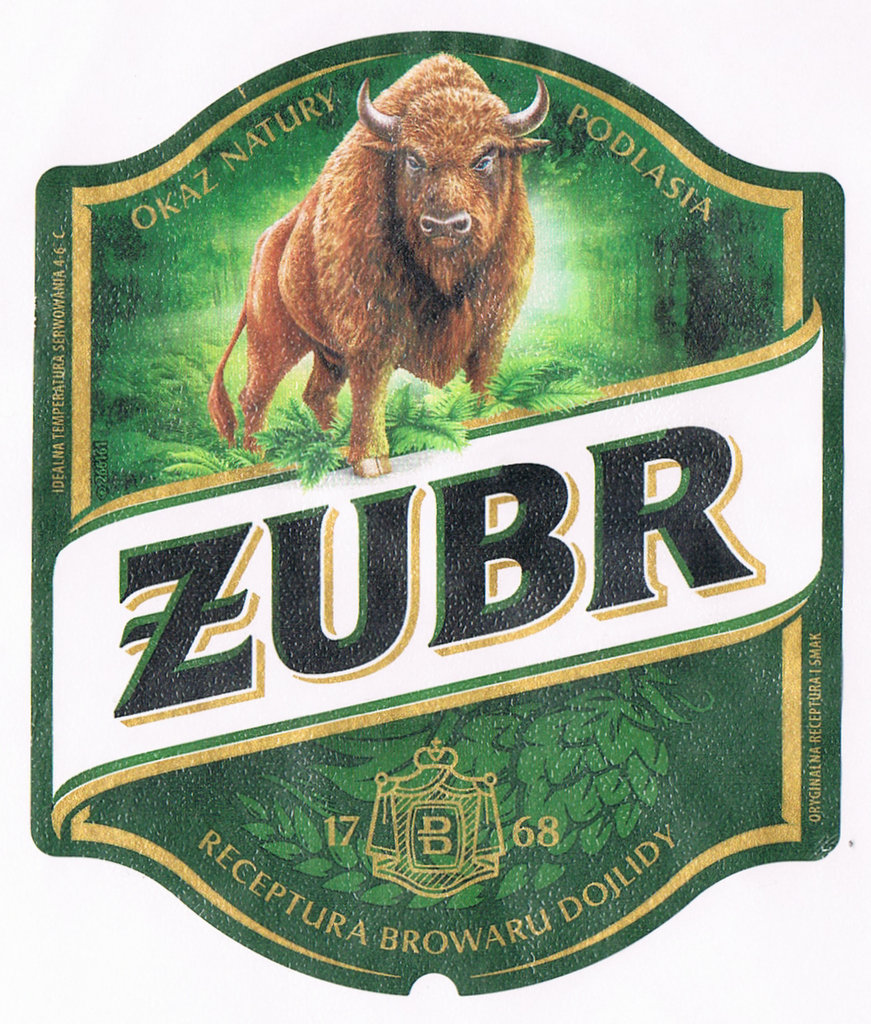
ポーランドのラガービール「Żubr（英語版）」およびチェコ産の同名のビールもヨーロッパバイソンに因んで命名されている。